# Wyspy Fryzyjskie
Wyspy Fryzyjskie (nid. Waddeneilanden lub Friese Eilanden, niem. Friesische Inseln, płnfryz. Friisk Ailönen lub Fresk Eilunen, duń. Vadehavsøer lub Frisiske Øer) – archipelag w północno-zachodniej Europie, na Morzu Północnym, należący do Holandii, Niemiec i Danii.
Rozciągają się na długości ok. 250 km – od holenderskiego miasta Den Helder do ujścia Łaby na kierunku wschód-zachód, a następnie wzdłuż wybrzeży Szlezwiku-Holsztynu aż po duński Półwysep Jutlandzki na kierunku północ-południe. Ich odległość od stałego lądu waha się w przedziale od 5 do 32 km. Akwen pomiędzy wyspami a stałym lądem określa się mianem Morza Wattowego. Archipelag dzieli się na Wyspy Zachodniofryzyjskie (Holandia), Wyspy Wschodniofryzyjskie (Niemcy) i Wyspy Północnofryzyjskie (Niemcy i Dania). Jego główne wyspy to: Texel, Rømø, Terschelling, Sylt, Föhr, Ameland, Fanø i Borkum. W większości pokryte są łąkami.
Lokalna gospodarka oparta jest w dużej mierze na turystyce (m.in. uzdrowisko Westerland na Sylcie), rolnictwie (mleczarstwo) i rybołówstwie.